# Puchar Europy w Lekkoatletyce 1973 – półfinał mężczyzn (Celje)
Półfinał pucharu Europy w lekkoatletyce w 1973 mężczyzn odbył się 4 i 5 sierpnia w Celje. Był to jeden z trzech półfinałów. Pozostałe odbyły się w Nicei i Oslo.
Wystąpiło sześć zespołów, z których dwa najlepsze awansowały do finału.

## Klasyfikacja generalna
| Poz. | Reprezentacja | Punkty |
| ---- | ------------- | ------ |
| 1    | RFN           | 103,5  |
| 2    | Finlandia     | 88     |
| 3    | Polska        | 93,5   |
| 4    | Jugosławia    | 63     |
| 5    | Szwajcaria    | 43     |
| 6    | Hiszpania     | 37     |

## Wyniki indywidualne
Kolorami oznaczono zawodników reprezentujących zwycięskie drużyny.

### Bieg na 100 metrów
| Lp. | Państwo    | Zawodnik                  | Wynik |
| --- | ---------- | ------------------------- | ----- |
| 1.  | RFN        | Jobst Hirscht             | 10,69 |
| 2.  | Polska     | Zenon Nowosz              | 10,73 |
| 3.  | Finlandia  | Raimo Vilén               | 10,75 |
| 4.  | Hiszpania  | José Luis Sánchez Paraíso | 10,83 |
| 5.  | Jugosławia | Hrvoje Vincijanović       | 10,86 |
| 6.  | Szwajcaria | Franco Fähndrich          | 10,88 |

### Bieg na 200 metrów
| Lp. | Państwo    | Zawodnik               | Wynik |
| --- | ---------- | ---------------------- | ----- |
| 1.  | Finlandia  | Ossi Karttunen         | 20,95 |
| 2.  | RFN        | Franz-Peter Hofmeister | 21,22 |
| 3.  | Hiszpania  | Luis Sarría            | 21,28 |
| 4.  | Polska     | Jan Werner             | 21,37 |
| 5.  | Jugosławia | Miro Kocuvan           | 21,42 |
| 6.  | Szwajcaria | Franco Fähndrich       | 21,77 |

### Bieg na 400 metrów
| Lp. | Państwo    | Zawodnik         | Wynik |
| --- | ---------- | ---------------- | ----- |
| 1.  | RFN        | Karl Honz        | 45,54 |
| 2.  | Finlandia  | Markku Kukkoaho  | 45,72 |
| 3.  | Jugosławia | Luciano Sušanj   | 45,93 |
| 4.  | Polska     | Dariusz Podobas  | 46,26 |
| 5.  | Hiszpania  | Manuel Gayoso    | 47,11 |
| 6.  | Szwajcaria | Res Rothenbühler | 47,25 |

### Bieg na 800 metrów
| Lp. | Państwo    | Zawodnik            | Wynik   |
| --- | ---------- | ------------------- | ------- |
| 1.  | Jugosławia | Luciano Sušanj      | 1:48,89 |
| 2.  | RFN        | Paul-Heinz Wellmann | 1:49,72 |
| 3.  | Polska     | Andrzej Kupczyk     | 1:49,95 |
| 4.  | Finlandia  | Markku Taskinen     | 1:50,06 |
| 5.  | Szwajcaria | Rolf Gysin          | 1:50,69 |
| 6.  | Hiszpania  | Isidro Solórzano    | 1:50,92 |

### Bieg na 1500 metrów
| Lp. | Państwo    | Zawodnik            | Wynik   |
| --- | ---------- | ------------------- | ------- |
| 1.  | RFN        | Thomas Wessinghage  | 3:50,34 |
| 2.  | Polska     | Henryk Szordykowski | 3:50,38 |
| 3.  | Jugosławia | Miodrag Vukomanović | 3:50,50 |
| 4.  | Finlandia  | Pekka Päivärinta    | 3:50,52 |
| 5.  | Szwajcaria | Werner Meier        | 3:53,42 |
| 6.  | Hiszpania  | Francisco Morera    | 3:54,59 |

### Bieg na 5000 metrów
| Lp. | Państwo    | Zawodnik             | Wynik   |
| --- | ---------- | -------------------- | ------- |
| 1.  | RFN        | Harald Norpoth       | 13:47,8 |
| 2.  | Finlandia  | Pekka Päivärinta     | 13:47,8 |
| 3.  | Jugosławia | Dane Korica          | 13:48,8 |
| 4.  | Polska     | Bronisław Malinowski | 13:51,4 |
| 5.  | Hiszpania  | Javier Álvarez       | 13:59,6 |
| 6.  | Szwajcaria | Fritz Rüegsegger     | 14:03,6 |

### Bieg na 10 000 metrów
| Lp. | Państwo    | Zawodnik             | Wynik   |
| --- | ---------- | -------------------- | ------- |
| 1.  | RFN        | Detlef Uhlemann      | 28:30,0 |
| 2.  | Polska     | Bronisław Malinowski | 28:30,4 |
| 3.  | Jugosławia | Drago Žuntar         | 28:37,2 |
| 4.  | Finlandia  | Lasse Virén          | 29:17,4 |
| 5.  | Szwajcaria | Albrecht Moser       | 30:05,8 |
| –   | Hiszpania  | Mariano Haro         | DNF     |

### Bieg na 110 metrów przez płotki
| Lp. | Państwo    | Zawodnik           | Wynik |
| --- | ---------- | ------------------ | ----- |
| 1.  | Polska     | Mirosław Wodzyński | 14,19 |
| 2.  | Szwajcaria | Beat Pfister       | 14,57 |
| 3.  | Finlandia  | Pauli Pursiainen   | 14,63 |
| 4.  | RFN        | Eckart Berkes      | 14,63 |
| 5.  | Jugosławia | Borisav Pisić      | 14,72 |
| –   | Hiszpania  | Gerardo Calleja    | DNF   |

### Bieg na 400 metrów przez płotki
| Lp. | Państwo    | Zawodnik       | Wynik |
| --- | ---------- | -------------- | ----- |
| 1.  | Polska     | Jerzy Hewelt   | 50,35 |
| 2.  | RFN        | Werner Reibert | 50,98 |
| 3.  | Hiszpania  | Manuel Soriano | 51,20 |
| 4.  | Szwajcaria | Heinz Hofer    | 51,40 |
| 5.  | Finlandia  | Ari Salin      | 51,50 |
| 6.  | Jugosławia | Janez Penca    | 54,33 |

### Bieg na 3000 metrów z przeszkodami
| Lp. | Państwo    | Zawodnik          | Wynik  |
| --- | ---------- | ----------------- | ------ |
| 1.  | Finlandia  | Tapio Kantanen    | 8:30,4 |
| 2.  | Polska     | Kazimierz Maranda | 8:31,8 |
| 3.  | RFN        | Willi Maier       | 8:32,6 |
| 4.  | Jugosławia | Peter Svet        | 8:34,4 |
| 5.  | Szwajcaria | Nick Minnig       | 8:37,2 |
| 6.  | Hiszpania  | Vicente Egido     | 9:12,0 |

### Sztafeta 4 × 100 metrów
| Lp. | Państwo    | Zawodnicy                                                              | Wynik |
| --- | ---------- | ---------------------------------------------------------------------- | ----- |
| 1.  | RFN        | Jobst Hirscht Klaus Ehl Manfred Ommer Franz-Peter Hofmeister           | 39,37 |
| 2.  | Polska     | Stanisław Wagner Tadeusz Cuch Jerzy Czerbniak Zenon Nowosz             | 39,63 |
| 3.  | Jugosławia | Hrvoje Vincijanović Miro Kocuvan Borisav Pisić Predrag Križan          | 40,14 |
| 4.  | Finlandia  | Antti Rajamäki Raimo Vilén Raimo Nieminen Markku Perttula              | 40,28 |
| 5.  | Hiszpania  | José Luis Sánchez Paraíso Luis Sarría Francisco García Manuel Carballo | 40,30 |
| 6.  | Szwajcaria | Franco Fähndrich Heinz Reber Hugo Molo Jean-Marc Wyss                  | 41,02 |

### Sztafeta 4 × 400 metrów
| Lp. | Państwo    | Zawodnicy                                                                     | Wynik   |
| --- | ---------- | ----------------------------------------------------------------------------- | ------- |
| 1.  | RFN        | Hermann Köhler Georg Nückles Karl Honz Horst-Rüdiger Schlöske                 | 3:03,04 |
| 2.  | Jugosławia | Miro Kocuvan Milorad Čikić Josip Alebić Luciano Sušanj                        | 3:03,48 |
| 3.  | Polska     | Mieczysław Wąsik Andrzej Badeński Jan Werner Dariusz Podobas                  | 3:04,78 |
| 4.  | Finlandia  | Stig Lönnqvist Ossi Karttunen Ari Salin Markku Kukkoaho                       | 3:07,12 |
| 5.  | Szwajcaria | François Aumas Heini Vogler Willy Aubry Res Rothenbühler                      | 3:10,22 |
| 6.  | Hiszpania  | José Luis López Peris Manuel Gayoso Manuel Soriano José Ignacio Gómez Pellico | 3:11,37 |

### Skok wzwyż
| Lp. | Państwo    | Zawodnik            | Wynik |
| --- | ---------- | ------------------- | ----- |
| 1.  | Finlandia  | Asko Pesonen        | 2,09  |
| 2.  | RFN        | Lothar Doster       | 2,09  |
| 3.  | Polska     | Janusz Białogrodzki | 2,07  |
| 3.  | Szwajcaria | Michel Patry        | 2,07  |
| 3.  | Hiszpania  | Martí Peremau       | 2,07  |
| 6.  | Jugosławia | Danial Temim        | 2,07  |

### Skok o tyczce
| Lp. | Państwo    | Zawodnik              | Wynik |
| --- | ---------- | --------------------- | ----- |
| 1.  | Finlandia  | Antti Kalliomäki      | 5,43  |
| 2.  | RFN        | Volker Ohl            | 5,20  |
| 2.  | Polska     | Władysław Kozakiewicz | 5,20  |
| 4.  | Hiszpania  | Miguel Consegal       | 4,90  |
| 5.  | Szwajcaria | Peter Wittmer         | 4,60  |
| 6.  | Jugosławia | Roman Lešek           | 4,50  |

### Skok w dal
| Lp. | Państwo    | Zawodnik         | Wynik |
| --- | ---------- | ---------------- | ----- |
| 1.  | RFN        | Hans Baumgartner | 7,83  |
| 2.  | Jugosławia | Nenad Stekić     | 7,63  |
| 3.  | Hiszpania  | Rafael Blanquer  | 7,63  |
| 4.  | Szwajcaria | Rolf Bernhard    | 7,61  |
| 5.  | Finlandia  | Ari Väänänen     | 7,56  |
| 6.  | Polska     | Jerzy Miedziałek | 7,49  |

### Trójskok
| Lp. | Państwo    | Zawodnik            | Wynik |
| --- | ---------- | ------------------- | ----- |
| 1.  | Polska     | Michał Joachimowski | 16,36 |
| 2.  | Finlandia  | Esa Rinne           | 16,06 |
| 3.  | Jugosławia | Milan Spasojević    | 15,78 |
| 4.  | Szwajcaria | Toni Teuber         | 15,68 |
| 5.  | RFN        | Richard Kick        | 15,61 |
| 6.  | Hiszpania  | Ramón Cid           | 15,37 |

### Pchniecie kulą
| Lp. | Państwo    | Zawodnik            | Wynik |
| --- | ---------- | ------------------- | ----- |
| 1.  | RFN        | Ralf Reichenbach    | 20,18 |
| 2.  | Finlandia  | Reijo Ståhlberg     | 20,14 |
| 3.  | Polska     | Władysław Komar     | 19,14 |
| 4.  | Jugosławia | Ivan Ivančić        | 18,83 |
| 5.  | Szwajcaria | Jean-Pierre Egger   | 17,97 |
| 6.  | Hiszpania  | Manuel Ruiz Pajarón | 15,72 |

### Rzut dyskiem
| Lp. | Państwo    | Zawodnik          | Wynik |
| --- | ---------- | ----------------- | ----- |
| 1.  | Finlandia  | Pentti Kahma      | 64,92 |
| 2.  | RFN        | Hein-Direck Neu   | 60,98 |
| 3.  | Polska     | Leszek Gajdziński | 59,72 |
| 4.  | Jugosławia | Zdravko Pečar     | 57,58 |
| 5.  | Szwajcaria | Paul Frauchiger   | 51,60 |
| 6.  | Hiszpania  | Prudencio Uriondo | 49,86 |

### Rzut młotem
| Lp. | Państwo    | Zawodnik              | Wynik |
| --- | ---------- | --------------------- | ----- |
| 1.  | RFN        | Karl-Hans Riehm       | 71,40 |
| 2.  | Finlandia  | Heikki Kangas         | 70,60 |
| 3.  | Polska     | Stanisław Lubiejewski | 66,80 |
| 4.  | Jugosławia | Srećko Štiglić        | 66,06 |
| 5.  | Hiszpania  | José Alcántara        | 65,18 |
| 6.  | Szwajcaria | Peter Stiefenhofer    | 63,58 |

### Rzut oszczepem
| Lp. | Państwo    | Zawodnik           | Wynik |
| --- | ---------- | ------------------ | ----- |
| 1.  | Finlandia  | Hannu Siitonen     | 89,03 |
| 2.  | RFN        | Klaus Wolfermann   | 87,20 |
| 3.  | Szwajcaria | Urs von Wartburg   | 77,90 |
| 4.  | Polska     | Władysław Nikiciuk | 76,06 |
| 5.  | Jugosławia | Stevan Vukmirović  | 76,00 |
| 6.  | Hiszpania  | Gonzalo Juliani    | 71,94 |